# Fortune de guerre
Fortune de guerre (titre original : The Fortune of War) est un roman historique de Patrick O'Brian paru en 1978, dont l'histoire se déroule durant les guerres napoléoniennes.

## Résumé
Ayant réussi à quitter l'île de la Désolation, Aubrey touche enfin au Cap, où il peut quitter son navire en mauvais état. Il repart pour l'Europe, mais la guerre entre le Royaume-Uni et les États-Unis est proche d'éclater. Un naufrage les arrête un premier temps dans leur voyage ; ils sont recueillis par le Java et un combat contre la Constitution plus tard, Aubrey et Maturin sont tous deux prisonniers de l'US Navy. Celle-ci, dans ce début de guerre, aligne les victoires face à la Royal Navy, grâce à ses nouvelles frégates bien plus fortes que leurs homologues britanniques.
Atteignant Boston, ils sont tous deux soumis à une surveillance très particulière des services secrets américains, et à la menace des services français, prêts à se débarrasser définitivement de Maturin. Ils se sauvent pour rejoindre la Shannon, frégate britannique, qui s'apprête à livrer un combat décisif contre la Chesapeake.

## Éditions deL'Île de la Désolation

### Éditions anglophones
Éditions originelles seulement.
- (en) Patrick O'Brian, The Fortune of War, Londres, Harper Collins, 1979 (ISBN 0-00-222498-4)
- (en) Patrick O'Brian, The Fortune of War, New York, W.W. Norton & Company, 1979

### Éditions françaises
- Patrick O'Brian (trad. Florence Herbulot), Fortune de guerre, Paris, Presses de la Cité, 1997 (ISBN 2-258-04819-2)
- Patrick O'Brian (trad. Florence Herbulot), L'Île de la Désolation. Fortune de guerre, Paris, France loisirs, 1998 (ISBN 2-7441-2078-2)
- Patrick O'Brian (trad. Florence Herbulot, préf. Dominique Le Brun), Les aventures de Jack Aubrey, vol. 2 : L'Île de la désolation. Fortune de guerre. La citadelle de la Baltique. Mission en mer Ionienne, Paris, Omnibus, 2002 (réimpr. 2006, 2016) (ISBN 2-258-05854-6 et 978-2-258-09333-1)